# Arthur Forbes, 1:e baronet
Arthur Forbes, 1:e baronet, född 1590 i Aberdeenshire i Skottland, död 16 april 1632 utanför Hamburg, var en skotsk adelsman, bror till John och Patrick Forbes, far till Arthur Forbes, 1:e earl av Granard.
Forbes bosatte sig 1620 på Irland, där han erhöll stora gods och byggde slottet Castle Forbes i grevskapet Longford. Forbes satte upp ett regemente med syfte att ansluta till Gustav II Adolf och de svenska styrkorna under det Trettioåriga kriget. Väl ankommen till Tyskland dödades dock Forbes i närheten av Hamburg i en duell med överste Frederick Hamilton.